# Camp Crook
Camp Crook és una població dels Estats Units a l'estat de Dakota del Sud. Segons el cens del 2000 tenia 56 habitants.

## Demografia
Segons el cens del 2000, Camp Crook tenia 56 habitants, 28 habitatges, i 15 famílies. La densitat de població era de 154,4 habitants per km².
Dels 28 habitatges en un 21,4% hi vivien nens de menys de 18 anys, en un 46,4% hi vivien parelles casades, en un 10,7% dones solteres, i en un 42,9% no eren unitats familiars. En el 39,3% dels habitatges hi vivien persones soles el 7,1% de les quals corresponia a persones de 65 anys o més que vivien soles. El nombre mitjà de persones vivint en cada habitatge era de 2 i el nombre mitjà de persones que vivien en cada família era de 2,69.
Per edats la població es repartia de la següent manera: un 19,6% tenia menys de 18 anys, un 3,6% entre 18 i 24, un 26,8% entre 25 i 44, un 44,6% de 45 a 60 i un 5,4% 65 anys o més.
L'edat mediana era de 45 anys. Per cada 100 dones de 18 o més anys hi havia 87,5 homes.
La renda mediana per habitatge era de 31.875 $ i la renda mediana per família de 33.750 $. Els homes tenien una renda mediana de 29.375 $ mentre que les dones 21.875 $. La renda per capita de la població era de 30.178 $. Entorn del 18,2% de les famílies i el 17,1% de la població estaven per davall del llindar de pobresa.

## Poblacions més properes
El següent diagrama mostra les poblacions més properes.